# Expo Rock Recife
O festival Expo Rock Recife é um evento anual que acontece desde 2013 na cidade de Recife, Pernambuco, no mês de novembro. Com o objetivo de promover bandas e artistas independentes do estado e do nordeste brasileiro, o festival se tornou uma referência no cenário local. Além de revelar novos talentos e apoiar as bandas locais, o Expo Rock Recife também oferece uma experiência cultural completa, com diversas atividades além da música.

## História

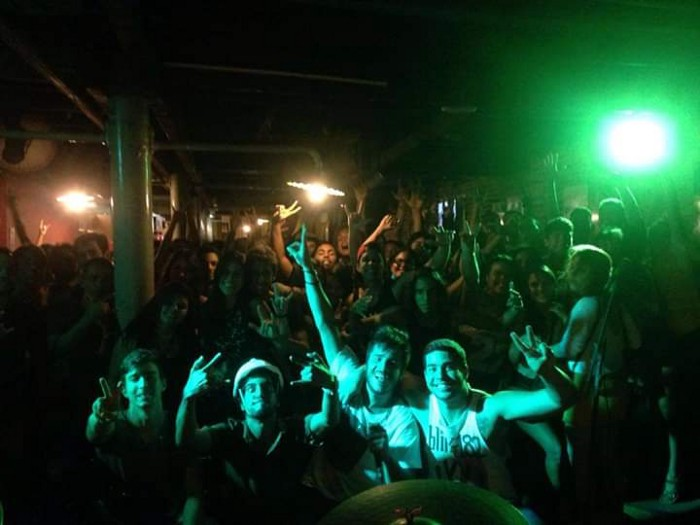
Ponta Firme(PE) na edição de 2018 do festival no Burburinho em Recife

O Expo Rock Recife é um dos principais festivais de música independente do nordeste, que teve sua primeira edição realizada em 2013 na cidade do Recife. A primeira edição do evento foi concebido por um grupo de bandas após o cancelamento de um evento por parte do produtor, nascia ali a produtora Coletivo Expo Rock e o Festival Expo Rock Recife, que se inspirou em festivais como o DoSol, realizado em Natal e o Abril Pro Rock, o festival de música independente mais antigo do país e que é realizado em Recife.
Com uma programação diversificada que inclui artistas locais e nacionais de diferentes gêneros musicais marginalizados como o rock, o hip hop e o brega funk, o Expo Rock Recife é um evento que vai além da música. Desde a sua primeira edição, a iniciativa tem sido um espaço para a promoção da cultura independente e da arte livre, com a presença de feiras de exposição, além de palestras e rodas de diálogos sobre temas sociais e culturais. A cada ano, o festival tem se consolidado como um evento importante para a cena musical independente do Nordeste, e um espaço de resistência e celebração da diversidade cultural brasileira.